# Mount Hirman
Mount Hirman är ett berg i Antarktis. Det ligger i Västantarktis. Argentina, Chile och Storbritannien gör anspråk på området. Toppen på Mount Hirman är 900 meter över havet.
Terrängen runt Mount Hirman är huvudsakligen platt. Trakten är obefolkad. Det finns inga samhällen i närheten.